# 霍维福
霍维福（1920年—1997年），陕西吴起县吴起镇姚沟门村鲍新庄人。中国工农红军人物。

## 生平
1935年4月，参加赤安游击队任战士。后编入红十五军团，任保卫科科员。1936年随红军东征中负伤住院，愈后任新赤安县苏维埃政府保卫局执行科科长。期间因玩忽职守，导致赤安事件爆发后未能及时平定，被撤职关押后释放。1942年，从吴起县警卫队退伍回乡，享受民政定额补助。1997年去世。